# Nhị thập diện

Hình nhị thập diện đều

Trong hình học, hình nhị thập diện là một khối đa diện có 20 mặt.
Nhị thập diện có vô số hình không đồng dạng, trong đó có một hình đối xứng nhất. Đó là hình nhị thập diện đều (đa diện lồi) - một trong những khối đa diện đều Platon - có 20 mặt là hình tam giác đều.

## Nhị thập diện đều
| liên_kết= Nhị thập diện đều lồi | liên_kết= Nhị thập diện đều lõm |

Có hai loại, một hình lồi và một hình lõm, cả hai đều có thể được gọi là hình nhị thập diện đều. Mỗi hình có 30 cạnh và 20 mặt tam giác đều  Cả hai đều có dạng đối xứng nhị thập diện. Thuật ngữ "hình nhị thập diện đều" thường dùng để chỉ giống lồi, trong khi dạng không lồi được gọi là hình nhị thập diện lớn (great icosahedron)

### Hình nhị thập diện đều lồi
Hình nhị thập diện đều lồi thường được gọi đơn giản là hình nhị thập diện đều, một trong năm khối đa diện đều Platon, và được biểu thị bằng ký hiệu Schläfli {3, 5}, chứa 20 mặt tam giác, với 5 mặt chung 1 đỉnh.
Khối đa diện kép của nó là nhị thập diện đều {5, 3} có ba mặt là ba ngũ giác chung 1 đỉnh.

### Hình nhị thập diện lớn
Hình nhị thập diện lớn là một trong bốn khối đa diện Kepler–Poinsot đều, dạng sao, ký hiệu Schläfli là {3, 5/2}.Giống như dạng lồi, hình nhị thập diện lớn cũng có 20 mặt tam giác đều, nhưng đỉnh của nó giống hình ngôi sao năm cánh, không phải là hình ngũ giác, dẫn đến các mặt giao nhau về mặt hình học. Các giao điểm của các hình tam giác không đại diện cho các cạnh mới.
Khối đa diện kép là khối mười hai mặt sao lớn {5/2, 3}, có ba hình ngôi sao năm cánh xung quanh mỗi đỉnh.

## Hình nhị thập diện sao
Sao hóa là quá trình mở rộng các mặt hoặc các cạnh của khối đa diện cho đến khi chúng gặp nhau để tạo thành một khối đa diện mới. Phương pháp mở rộng theo hướng đối xứng giúp giữ lại tính đối xứng tổng thể của hình ban đầu.
Trong cuốn sách The Fifty-Nine Icosahedra (Năm mươi chín Nhị thập diên), Coxeter và cộng sự liệt kê 58 dạng sao của hình nhị thập diện đều.
| Những dạng "sao" đáng chú ý của hình nhị thập diện                       |  |  |  |  |  |  |  |  |  |
|                                                                          |  |  |  |  |  |  |  |  |  |
|                                                                          |  |  |  |  |  |  |  |  |  |
| Quá trình "sao hóa" hình nhị thập diện tạo ra khối đa diện có liên quan. |  |  |  |  |  |  |  |  |  |

## Hình nhị thập diện khác

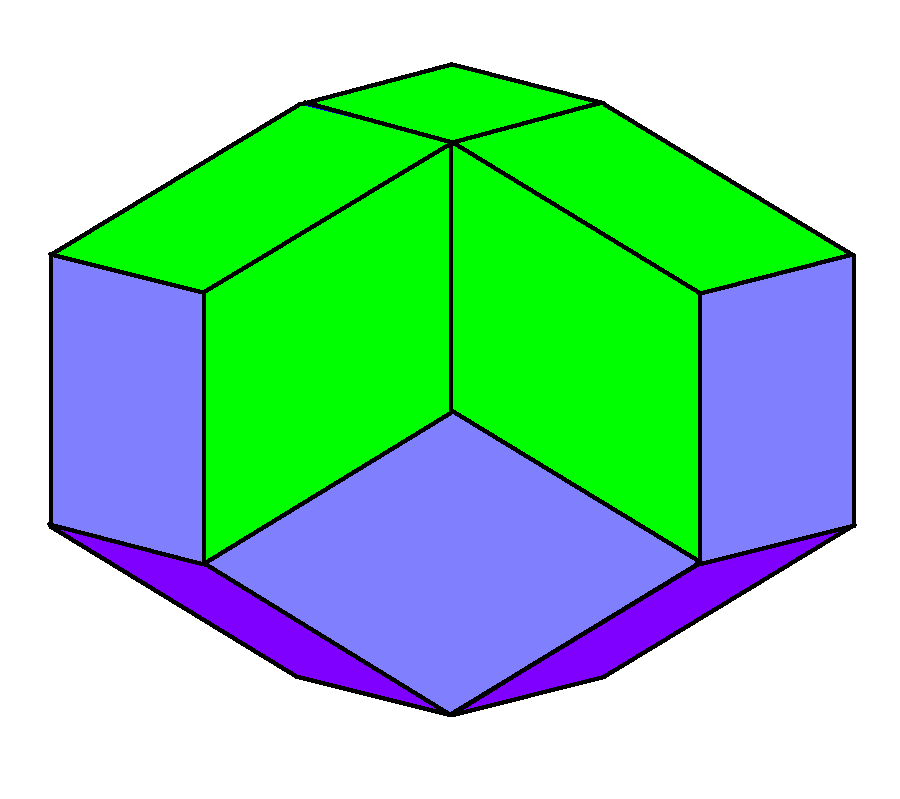
Hình nhị thập diện thoi

### Hình nhị thập diện thoi
Hình nhị thập diện thoi tạo thành từ 20 hình thoi đồng dạng.

### Hình chóp và hình trụ
- Chóp 19 mặt bên
- Trụ 18 mặt bên
- Đối trụ 9 mặt
- Chóp đôi 10 mặt
- Khối mặt thang 10 mặt